# Variscourt
Variscourt – miejscowość i gmina we Francji, w regionie Hauts-de-France, w departamencie Aisne.
Według danych na rok 1990 gminę zamieszkiwało 110 osób, a gęstość zaludnienia wynosiła 20 osób/km². W styczniu 2014 roku Variscourt zamieszkiwało 220 osób, przy gęstości zaludnienia wynoszącej 40 osób/km².